# John Chancellor (Offizier)

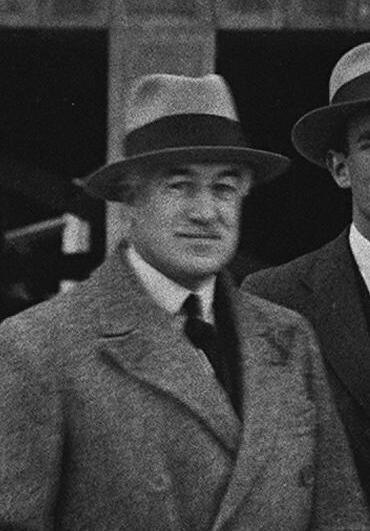
Sir John Chancellor, 1931

Sir John Robert Chancellor (* 20. Oktober 1870 in Edinburgh; † 31. Juli 1952 in Shieldhill, Lanarkshire) war ein britischer Offizier und Beamter der Kolonialverwaltung.

## Leben
Chancellor war ein Sohn des Offiziers Edward Chancellor (1828–1907) und dessen Ehefrau Anne Helen Todd (1843–1912).
Als Absolvent der Royal Military Academy Woolwich kam Chancellor zu den Royal Engineers. Nachdem er einige Zeit in Großbritannien stationiert war, kam er um 1900 nach Afghanistan. Nach einem kurzen Aufenthalt dort konnte Chancellor nach Großbritannien zurückkehren und bekam eine Anstellung beim Colonial Defence Committee. Am 6. Juni 1903 heiratete er in der St Marylebone Parish Church in Marylebone Mary Elizabeth Howard (1881–1976), mit der er im Laufe der Ehe drei Kinder hatte: Christopher (1904–1989), der später Journalist wurde, Elizabeth Rosemary (* 1906), die spätere Ehefrau von William Elliot (1896–1971) und Robert Duff (1921–2010), den späteren Ornithologen.
Mit Wirkung vom 13. September 1911 berief man ihn zum 20. Gouverneur von Mauritius. Dieses Amt hatte er bis 1916 inne und wechselte im Anschluss daran in gleicher Position nach Trinidad und Tobago. Dort führte er die Pfadfinderbewegung ein.
1921 kehrte Chancellor nach London zurück und arbeitete 1922 und 1923 beim Committee of Imperial Defence. Anschließend übernahm er als erster Gouverneur die Regierungsgeschäfte von Südrhodesien. Dieses Amt hatte er bis 1928 inne und wurde dann – als Nachfolger von Sir Harry Charles Luke – Hochkommissar für Palästina und Transjordanien. Gerade seine Erfahrungen von dort wurden 1930 die maßgebliche Basis von Passfields Weissbuch. Mit diesem Weißbuch sollte der Balfour-Deklaration neue Bedeutung verschafft werden.
1931 verließ Chancellor Palästina und kehrte nach Großbritannien zurück. In London hatte er noch einige Ämter inne, aber bald schon zog er sich ins Privatleben zurück. Er ließ sich in Shieldhill nieder und starb dort am 31. Juli 1952.

## Ehrungen
- 1898 Companion des Distinguished Service Order (DSO)
- 1909 Companion des Order of St. Michael and St. George (CMG)
- 1913 Knight Commander des Order of St. Michael and St. George (KCMG)[3], anlässlich des 48. Geburtstags von König Georg V.
- 1922 Knight Grand Cross des Order of St. Michael and St. George (GCMG)[3]
- 1925 Knight Grand Cross des Royal Victorian Order (GCVO)[3]
- 1928 Knight of Justice des Order of Saint John (KStJ)
- 1931 änderte man ihm zu Ehren in Jerusalem die Straus Street[4] in Chancellor Avenue[5]
- 1947 Knight Grand Cross des Order of the British Empire (GBE)[3], anlässlich des 52. Geburtstags von König Georg VI.